# Модель Ходжкіна — Хакслі

Основні компоненти моделі Годжкіна — Гакслі. Пояснення щодо позначень дивись у тексті.

Модель Ходжкіна — Хакслі, або модель Годжкіна — Гакслі  — математична модель, яка описує генерацію та розповсюдження потенціалів дії в нейронах та інших електрично збуджуваних клітинах — таких, наприклад, як серцеві міоцити. Модель являє собою комплекс ординарних диференційних рівнянь, який змальовує характеристики електричного сигналу.
Модель була розроблена Аланом Годжкіном та Ендрю Гакслі в 1952 році для опису електричних механізмів, що зумовлюють генерацію та передачу нервового сигналу в гігантському аксоні кальмара. За це автори моделі отримали Нобелівську премію в галузі фізіології та медицини за 1963 рік.

## Основні компоненти
Компоненти електричної схеми, що відповідає моделі Годжкіна — Гакслі, зображені на малюнку. В даній схемі кожний компонент збуджуваної клітини має свій біофізичний аналог. Подвійному ліпідному шару клітинної мембрани відповідає електроємність (Сm). Потенціалзалежні іонні канали відповідають нелінійній електричній провідності (gn, де n — окремий вид іонних каналів); це означає, що провідність є потенціал- та час-залежною величиною. Ця складова системи, як було показано дослідниками пізніше, реалізується завдяки білковим молекулам, що утворюють потенціалзалежні іонні канали, кожному з яких притаманна деяка ймовірність відкриття, величина якої залежить від електричного потенціалу (або електричної напруги) клітинної мембрани. Канали мембранних пор відповідають пасивній провідності (gL, де індекс L означає англ. Leak, «виток»). Електрохімічний градієнт, що спонукає іони до руху крізь мембранні канали, показаний за допомогою акумуляторів з відповідною електрорушійною силою (En та EL), величина якої визначається рівнянням Нернста для відповідного виду іона. Іонні транспортери відповідають джерелам струму (Ip).
Похідна по часу від мембранного потенціалу клітинної мембрани ({\displaystyle {\dot {V}}_{m}}) при описаних умовах пропорційна сумі струмів в повному електричному ланцюгу. Вона описується наступним рівнянням:
{\displaystyle {\dot {V}}_{m}=-{\frac {1}{C_{m}}}\left(\sum \limits _{i}^{}I_{i}\right),}
де Іі означає величину електричного струму, що генерується окремим видом іонів.

## Характеристики іонного струму
Електричний струм, що проходить через іонні канали, може бути математично виражений наступним рівнянням:
{\displaystyle I_{i}(V_{m},t)=(V_{m}-E_{i}){g_{i}},}
де Еі — рівноважний потенціал і-го іонного каналу.
У випадку потенціал-залежних іонних каналів канальна провідність gі є функцією часу та потенціалу (електричної напруги) — gn(t, V) на малюнку, в той час як пасивна провідність є величиною сталою (gL на малюнку). Струм, генерований іонними транспортерами, залежить від виду іонів, що його переносить відповідний транспортер. Нижче наведено докладніший опис перерахованих величин:

### Потенціал-залежні іонні канали
В термінах моделі Годжкіна — Гакслі провідність потенціал-залежних каналів (gn(t, V)) описується таким чином:
{\displaystyle {g}_{n}(V_{m},t)={\bar {g}}_{n}\varphi ^{\alpha }\chi ^{\beta }\,}
{\displaystyle {\dot {\varphi }}(V_{m},t)={\frac {1}{\tau _{\varphi }}}(\varphi _{\infty }-\varphi ),}
{\displaystyle {\dot {\chi }}(V_{m},t)={\frac {1}{\tau _{\chi }}}(\chi _{\infty }-\chi ),}
де {\displaystyle \varphi } та {\displaystyle \chi } є константами швидкості реакцій закриття та відкриття каналів, відповідно. Вони чисельно дорівнюють частці від максимальної можливої провідності через даний вид каналів, що наявна в кожний момент часу при кожній величині мембранного потенціалу. {\displaystyle {\bar {g}}_{n}} є максимальним можливим значенням провідності. {\displaystyle \alpha } та {\displaystyle \beta } — константи, {\displaystyle \tau }φ та {\displaystyle \tau }χ — часові константи процесів активації та деактивації каналів, відповідно. {\displaystyle \varphi _{\infty }} та {\displaystyle \chi _{\infty }} є стабілізованими значеннями {\displaystyle \varphi _{\infty }} та {\displaystyle \chi _{\infty }} при величині часу, що прямує до нескінченності, і звичайно розраховуються з рівняння Больцмана як функція Vm.
Для характеристики іонних каналів, останні два рівняння модифікуються для умов, коли на мембрані підтримується стала величина електричного потенціалу — модифікація рівнянь Годжкіна — Гакслі, що була запропонована Марквардтом. Коли мембранний електричний потенціал підтримується на сталому рівні (voltage-clamp), для кожного значення цього потенціалу нелінійні рівняння, що описують пропуск іонів крізь канали, редукуються до лінійних диференційних рівнянь наступної форми:
{\displaystyle \varphi (t)=\varphi _{0}-[(\varphi _{0}-\varphi _{\infty })(1-e^{-t/\tau _{\varphi }})]\,}
{\displaystyle \chi (t)=\chi _{0}-[(\chi _{0}-\chi _{\infty })(1-e^{-t/\tau _{\chi }})].}
Таким чином, для кожного значення мембранного потенціалу Vm, величина електричного струму описується наступним рівнянням:
{\displaystyle I_{n}(t)={\bar {g}}_{n}\varphi ^{\alpha }\chi ^{\beta }(V_{m}-E_{n}).}
Для апроксимації кривих, що їх генерують дані рівняння, до значень клітинних струмів при фіксованому значенні мембранного потенціалу використовується алгоритм Левенберґа — Марквардта, що є модифікованим алгоритмом Ґаусса — Ньютона.

### Пасивні канали
Пасивні канали відповідають за проникність мембрани для іонів в спокійному стані (не під час проведення потенціалу дії), і струм через них описується тими самими рівняннями, що і для потенціал-залежних каналів, але при умові сталої величини провідності gi (gi=const).

### Іонні транспортери
Мембранний електричний потенціал генерується за допомогою підтримання концентраційних градієнтів іонів, присутніх у фізіологічних рідинах організму, відносно клітинної мембрани. Найважливішими з білків-транспортерів, що підтримують мембранний потенціал, є натрієво-кальцієвий (транспортує один іон Са2+ всередину клітини в обмін на 3 іони Na+, що транспортуються назовні), натрієво-калієвий (транспортує три іони Na+ назовні в обмін на два іони К+ всередину), та хлорний (транспортує з клітини назовні іони Cl-).

## Модифікації та альтернативні моделі
Модель Годжкіна — Гакслі є одним з найвизначніших досягнень в біофізиці та нейрофізіології 20-го століття.[джерело?] З часом вона була модифікована в наступних напрямках:
- Базуючись на експериментальних даних, в неї були інкорпоровані додаткові види іонних каналів та транспортерів.
- Базуючись на даних мікроскопії високої роздільної здатності, в рівняння додані елементи, що характеризують складну морфологію відростків нервових клітин (аксонів та дендритів).

Також на загальних принципах моделі Годжкіна — Гакслі були розроблені кілька моделей, що описують взаємну активацію та деактивацію в нейронних мережах, а також молекулярну динаміку генерації потенціалу дії.[джерело?]